# Gerster Károly (építész)
Gerster Károly (Kassa, 1819. január 22. – Pest, 1867. január 24.) magyar építész. Legtöbb alkotását Frey Lajossal közösen tervezte, de tervezett Feszl Frigyessel és Kauser Lipóttal is. Önálló alkotása a szegedi Fekete-ház és a hajdúböszörményi református templom átépítése.

## Élete és munkássága
Kassai építész volt, építészeti tanulmányokat a bécsi képzőművészeti akadémián folytatott. Az 1840-es évek elejétől Pesten élt. Dolgozott együtt Feszl Frigyessel, Kauser Lipóttal, de 1856 után legtöbbször Frey Lajossal. 1862-ben Henszlmann Imre műtörténésszel ásatásokat vezetett az egri vár egykori gótikus székesegyházának helyén.
Gerster teljességgel önálló alkotása a szegedi Fekete ház, amely nevét korábbi sötétszürke színéről kapta. A gyönyörű belvárosi palotát Meyer Ferdinánd vaskereskedő építtette a maga számára. Gerster Károly tervezte a kor divatja szerint az angol gótika szellemében. Vakmérműves oromfala északnémet előképeket követ. Igen figyelemreméltó tudoríves kapuja, keresztbordás kapualja és zárt sarokerkélye, amely a budai Mátyás-templom nagyobbik tornyának egyik emeletét idézi. A főbejárat fölötti szalagdísz az építkezés dátumát örökíti meg.
Fiatalon hunyt el, 48 éves korában 1867-ben. Sógora, Kauser János kőfaragó családi sírboltjába temették a Fiumei úti sírkertben  (jobb oldali falsírboltok 103.).

### Főbb építészeti alkotásai

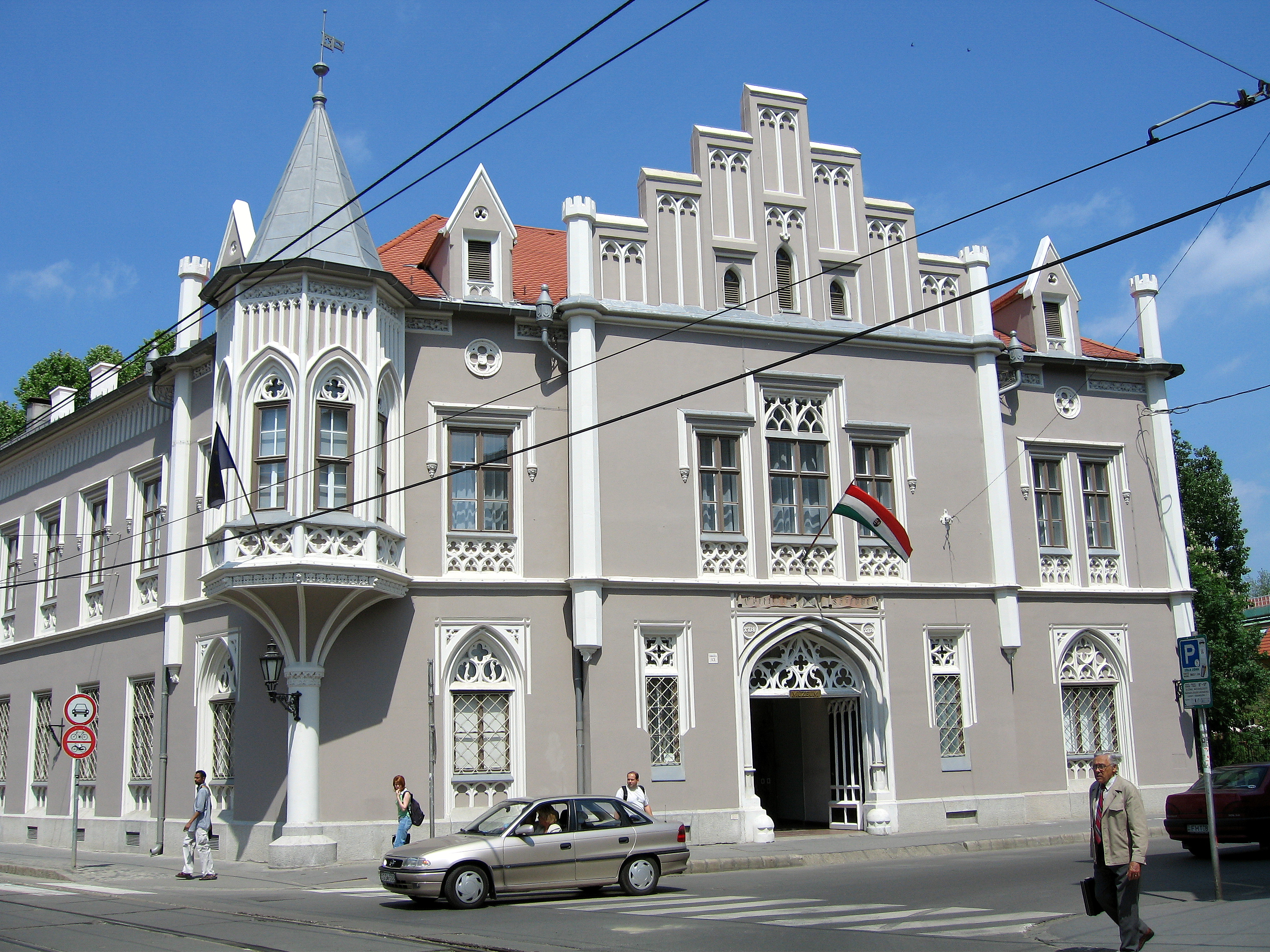
Szeged, Fekete ház

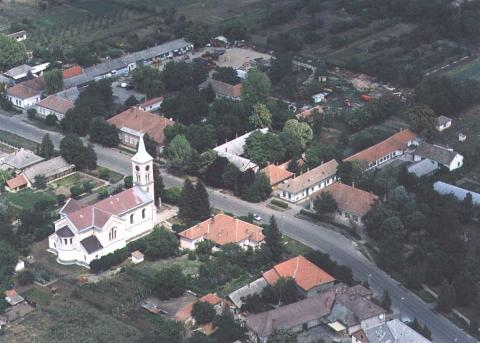
Fegyvernek látképe a római katolikus templommal

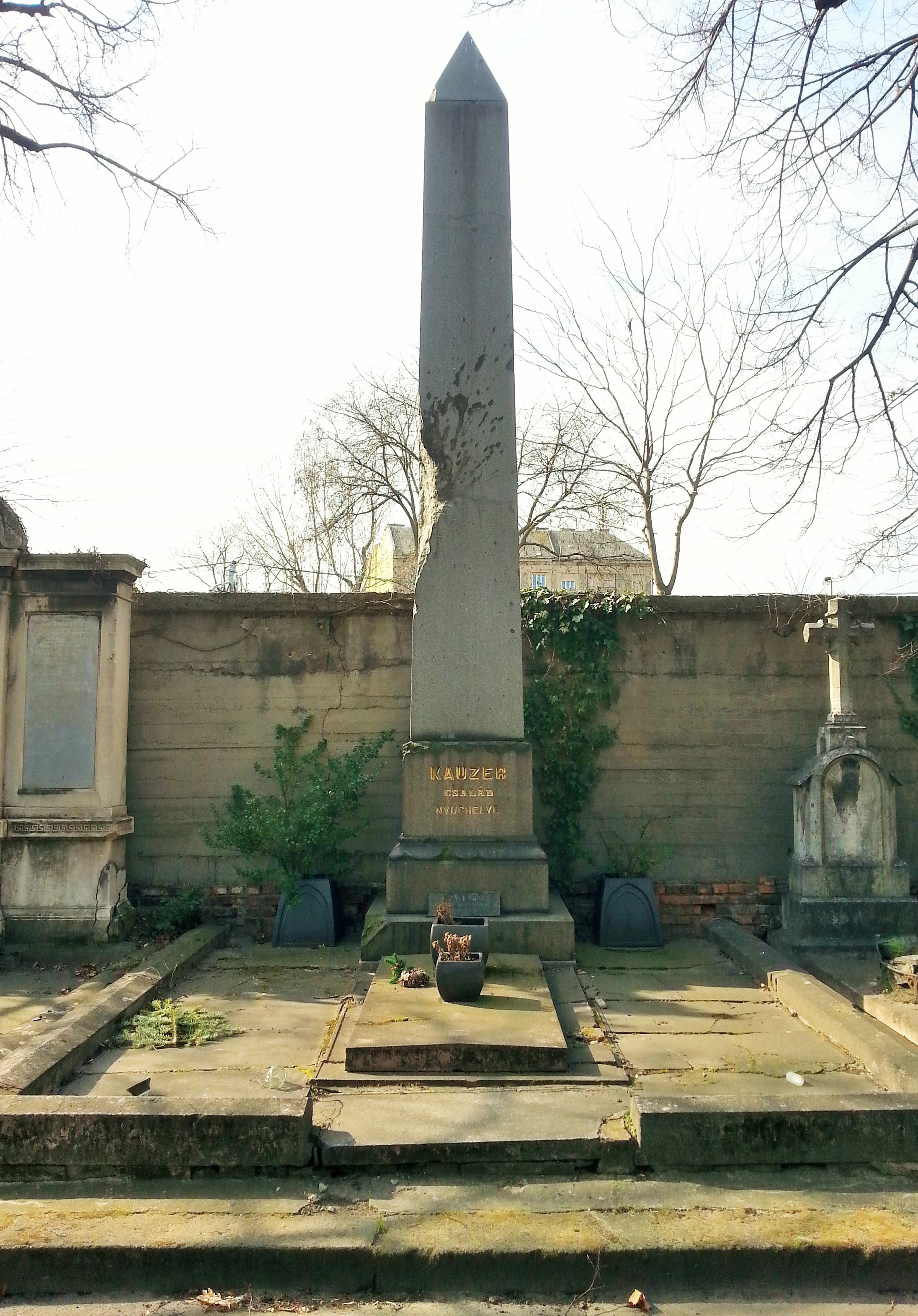
Gerster Károly a Kauser-család sírboltjában nyugszik a Fiumei úti sírkertben (jobb oldali falsírboltok 103.)

- Katymár Latinovits-kastély, 1840 körül (a második világháborúban elpusztult)
- Pest Borsody ház (V. ker., Arany János utca 16.)
- Pest Blassovits-ház (V. ker., Váci u. 57.) Feszl Frigyessel, Kauser Lipóttal, 1848–49
- Pest Frőchlich-ház (V. ker., Sas utca 3.) Feszl Frigyessel, Kauser Lipóttal, 1853–54
- Pest Vízivárosi kapucinus templom (II. ker., Fő utca 32.) külsejének átalakítása romantikus stílusúvá Feszl Frigyessel, Kauser Lipóttal, 1856
- Kassa A székesegyház helyreállítása Frey Lajossal, 1857
- Szeged Fekete ház, 1857
- Hajdúböszörmény református templom átépítése
- Budai Népszínház, Frey Lajossal, 1861
- Pest A háromemeletes Singer-ház (V. ker., Sas utca 17.) Frey Lajossal, 1861
- Pest Pollack Jakab-ház (V. ker., Sas utca 15.) klasszicista stílusban, 1861–65 (Ma irodaház, a közelmúltban újították fel.)
- Fegyvernek Szent Vendel római katolikus templom romantikus stílusban Frey Lajossal, Kauser Lipóttal, 1862–63[3]
- Pest Deák téri evangélikus iskola Frey Lajossal, 1863–64
- Pest Oswald-ház (V. ker., Nádor utca 22.) szállodává való átépítése Frey Lajossal, 1864
- Pécs Pécsi zsinagóga Feszl Frigyessel, Kauser Lipóttal, 1868-69 (A tervezésben vett részt Gerster, a felépítést és az átadást már nem érte meg.)

## Külső források
- XXVII. Országos Tudományos Diákköri Konferencia anyaga